# Heisler (Alberta)
Pour les articles homonymes, voir Heisler.
Heisler est un village (village) du Comté de Flagstaff, situé dans la province canadienne d'Alberta.

## Démographie
En tant que localité désignée dans le recensement de 2011, Heisler a une population de 151 habitants dans 71 de ses 81 logements, soit une variation de -1.3% avec la population de 2006. Avec une superficie de 0,755 5 km2, village possède une densité de population de 199,867 6 hab/km2 en 2011.
Concernant le recensement de 2006, Heisler abritait 153 habitants dans 73 de ses 79 logements. Avec une superficie de 0,751 7 km2, village possédait une densité de population de 203,5 hab/km2 en 2006.
| 2001 | 2006 | 2011 | 2016 |
| ---- | ---- | ---- | ---- |
| 183  | 153  | 151  | 160  |